# 7679 Asiago
7679 Asiago este un asteroid din centura principală de asteroizi.

## Descriere
7679 Asiago este un asteroid din centura principală de asteroizi. A fost descoperit pe 15 februarie 1996 la Cima Ekar de Ulisse Munari și Maura Tombelli. El prezintă o orbită caracterizată de o semiaxă mare de 2,57 ua, o excentricitate de 0,15 și o înclinație de 13,3° în raport cu ecliptica.